# История провинции Хэнань
Территория, на которой расположена современная китайская провинция Хэнань, имеет древнюю и богатую историю.

## Доисторические и раннеисторические времена
В местонахождении Линцзин (Lingjing) в 15 км от города Сюйчан в слое 11, сформировавшемся 105—125 тысяч лет назад, были найдены фрагменты черепных сводов — Сюйчан 1, 2, 3, 4, 5 неизвестного вида человека. Размер мозга Сучан 1 был порядка 1800 см³. Учёные анализируют ДНК ископаемых находок, которым присущи характеристики неандертальца. Другие учёные считают, что останки могут принадлежать денисовскому человеку. В провинции Хэнань найдено семь инструментов, изготовленных из костей животных от 105 до 125 тыс. лет назад. Также в местонахождении Линчин на двух фрагментах кости возрастом 105–125 тысяч лет назад нашли несколько процарапанных линий, некоторые из которых были присыпаны охрой. Авторы делают осторожный вывод, что рисунки могли сделать денисовцы.
Эти земли (наряду с провинциями Шаньси и Шэньси) были центром формирования китайской нации. Здесь было сделано много археологических находок, относящихся к неолитическим культурам Яншао, Луншань, Пэйлиган и Цзяху, а также к более поздней культуре Эрлитоу, которую китайские археологи нередко отождествляют с легендарной династией Ся. Ся была свергнута государством Шан, столицы которой размещались на землях современных Шанцю, Яньши, Чжэнчжоу, а последняя столица Иньсюй — на землях современного Аньяна.
После того, как в XI веке до н.э. чжоусцы свергли шанцев, они основали свою столицу в Фэнхао (в современной провинции Шэньси), но в 711 году до н.э. под натиском племени цюаньжун Фэнхао пал, и чжоусцы были вынуждены отступить на восток, перенеся столицу в Чэнчжоу. После этого начался исторический период, известный как «Эпоха Вёсен и Осеней», во время которого возникло множество мелких царств, из которых на землях современной провинции Хэнань находились такие, как Дай, Чэнь, Цай, Цао, Чжэн, Вэй и Сун. На севере находилось крупное царство Цзинь; после того, как «Три семьи разделили Цзинь» (завершив эпоху Вёсен и Осеней и начав эпоху Воюющих царств), на его месте образовались царства Чжао, Вэй и Хань, причём ханьская столица Синьчжэн и вэйская столица Далян также размещались на территории современной Хэнани. К югу от этих мест находилось мощное царство Чу, чья первая столица Даньян также располагалась на землях современной Хэнани.

## Период первых централизованных империй
После того, как царство Цинь завоевало все прочие царства и создало первое в китайской истории единое централизованное государство, страна была разделена на 36 округов-цзюнь, из которых на землях современной провинции Хэнань оказались 7: Саньчуань (三川郡), Инчуань (颍川郡), Наньян (南阳郡), Хэнэй (河内郡), Чэнь (陈郡), Дун (东郡) и Дан (砀郡). Когда империя Цинь сменилась империей Хань, то столицей страны стал Чанъань (так как он находился на западе, то этот период называют «Западной Хань»), но после переворота Ван Мана и последующей реставрации Хань он был сильно разрушен, и новой столицей империи стал Лоян (начав период «Восточной Хань»). В эпоху Западной Хань на землях современной Хэнани находились 8 округов и 2 удельных княжества (управляемых родственниками императора); кроме того, страна была разделена на 13 провинций-чжоу, и земли современной Хэнани оказались в составе провинций Юйчжоу (豫州), Яньчжоу (兖州), Цзинчжоу (荆州) и Цзичжоу (冀州). В эпоху Восточной Хань часть хэнаньских земель оказалась ещё и в составе провинции Янчжоу (扬州); количество административных единиц более низкого уровня (округов и уделов) не изменилось.
Когда империя Хань начала распадаться, то в 196 году Цао Цао перевёз императора Сянь-ди в уезд Сюйсянь, в результате чего тот стал временной столицей империи.

## Эпоха Троецарствия, империя Цзинь, раннее средневековье
В 220 году сын Цао Цао Цао Пэй провозгласил создание независимого царства Вэй, и переименовал свою столицу Сюйсянь  в «Сюйчан» («расцветающий Сюй»). Царству Вэй удалось в итоге завоевать остальные два царства, в результате чего образовалась империя Цзинь, столицей которой вновь стал Лоян.
Империя Западная Цзинь не смогла сдержать набегов и переселения многочисленных сюнну и других степных народов. После опустошительной Войны восьми князей страна ослабла, и в 311 году император Хуай-ди был взят в плен войсками Северной Хань. Следующее царствование императора Минь-ди продолжалось пять лет в Чанъани, пока и эта столица не была захвачена Северной Хань в 316 году. Остатки цзиньского двора бежали на юг и основали новую столицу в Цзянькане, завершив тем самым эпоху Западной Цзинь и начав эпоху Восточной Цзинь. Начались массовые миграции населения, а земли современной Хэнани стали ареной кровопролитных сражений, переходя из рук в руки. В 398 году Мужун Дэ провозгласил в Хуатае образование государства Южная Янь, но оно просуществовало недолго. Наконец, к 439 году империя Северная Вэй сумела объединить под своей властью северный Китай, а столица империи была перенесена в Лоян. В 534 году она раскололась на Западную Вэй и Восточную Вэй, в 557 году на месте Западной Вэй возникла Северная Чжоу.

## Суй, Тан, эпоха пяти династий
После объединения всей страны Северная Чжоу была преобразована в империю Суй, которую затем сменила империя Тан. Находящаяся в центре страны Хэнань как подвергалась разорениям в ходе гражданских войн, так и расцветала вновь в периоды мира.
В 907 году генерал Чжу Вэнь вынудил последнего танского императора отречься от престола, и провозгласил основание государства Поздняя Лян, столицей которого сделал Кайфэн. При последующих сменявших друг друга короткоживущих государствах столица страны по-прежнему была в Лояне или Кайфэне.

## Сун, Цзинь, Юань
Объединив страну, государство Поздняя Чжоу сменила название на Сун. Империя Сун была разделена на 15 провинций-лу; земли современной Хэнани входили в состав провинций Цзинсинань (京西南路), Цзинсибэй (京西北路) и Кайфэнфу (开封府路).
В начале XII века начались войны с чжурчжэньской империей Цзинь. В 1127 году чжурчжэни, разгромив сунские армии и пленив императора, создали на захваченных сунских землях марионеточное государство Чу со столицей в Бяне. Однако в Сун был возведён на трон новый император (начав эпоху Южной Сун), который казнил добровольно сдавшегося ему правителя Чу. Война с чжурчжэнями возобновилась, чжурчжэни вновь нанесли поражение сунцам и создали на захваченных землях марионеточное государство Ци, правитель которого, помня о судьбе правителя Чу, уже не соглашался на компромисс с Сун и вместе с Цзинь воевал против сунцев. В 1137 году Ци было аннексировано Цзинь, а в 1142 году Сун пришлось официально отдать Цзинь земли к северу от реки Хуайхэ; Кайфэн стал Южной столицей империи Цзинь.
Воспользовавшись тем, что в начале XIII века империя Цзинь начала войну с монголами, сунцы вновь попытались вернуть отданные земли, но увязли в тяжёлых боях. Монголы заключили с Сун союз: за помощь в уничтожении Цзинь сунцам была обещана территория Хэнани. Однако после уничтожения Цзинь в 1234 году сунцы решили получить ещё и Гуаньчжун. Монголы сочли занятие Лояна сунскими войсками нарушением договорённостей, и началась новая война, приведшая к уничтожению Южной Сун и захвату монголами всех китайских земель. Для управления землями современных Хэнани, Цзянсу и северной части провинции Аньхой монголами был учреждён Хэнань-Цзянбэйский полевой секретариат (河南江北行省), разместившийся в Кайфэне.

## Империи Мин и Цин
После свершения власти монголов и основания в 1368 году империи Мин была создана провинция Хэнань, делившаяся на 8 управ и 1 непосредственно управляемую область. Во время Великой крестьянской войны Лоян был в 1641 году взят войсками повстанцев под руководством Ли Цзычэна, а Кайфэн был в 1642 году затоплен, чтобы не попасть в руки врага, и из 370-тысячного населения города в живых осталось лишь около 30 тысяч. В ходе маньчжурского завоевания Китая территория провинции Хэнань была в 1644 году захвачена цинскими войсками.
В составе империи Цин провинция Хэнань делилась на 9 управ и 4 непосредственно управляемые области.

## В составе Китайской Республики
После Синьхайской революции 1911 года во время эры милитаристов провинция Хэнань находилась под властью Бэйянского правительства, являясь базой У Пэйфу.
Во время второй японо-китайской войны провинция подверглась огромным разрушениям: после того, как в 1938 году Кайфэн был взят японскими войсками, гоминьдановское правительство Чан Кайши взорвало дамбы на Хуанхэ и устроило искусственное наводнение. Вода покрыла и уничтожила тысячи квадратных километров сельскохозяйственных угодий и переместило устье Хуанхэ на сотни километров к югу. Тысячи деревень были затоплены или уничтожены, и несколько миллионов жителей были вынуждены покинуть свои дома, став беженцами.

## Современная история
После образования КНР новыми властями в центре страны была создана провинция Пинъюань, однако уже в 1952 году она была расформирована, и её западные земли были присоединены к провинции Хэнань. В 1954 году власти провинции Хэнань переместились из Кайфэна в Чжэнчжоу. В 1958 году в уезде Суйпин была создана первая в КНР коммуна, ознаменовавшая начало политики «большого скачка».
В 1975 году тайфун Нина вызвал разрушение дамбы Баньцяо, что привело к огромному наводнению, в результате которого погибло 26 тысяч человек.